# 11673 Baur
11673 Baur (1998 BJ19) là một tiểu hành tinh vành đai chính.